# Verkeersinformatie
Verkeersinformatie is informatie over de toestand op de (vaar)wegen en railverbindingen. De informatie kan gaan over files, vertragingen, weersomstandigen (wind, mist, sneeuwstorm), omleidingen en incidenten. Verkeersinformatie kan op verschillende plaatsen en bij verschillende bronnen ('providers') worden ingewonnen. Van oorsprong was verkeersinformatie voornamelijk via de radio te horen. Later is deze informatie wijdverbreid beschikbaar via teletekst, internet, navigatiesystemen, met sms-berichten, dynamische tekstborden en op de televisie.

## Verzamelen en verspreiden

### België

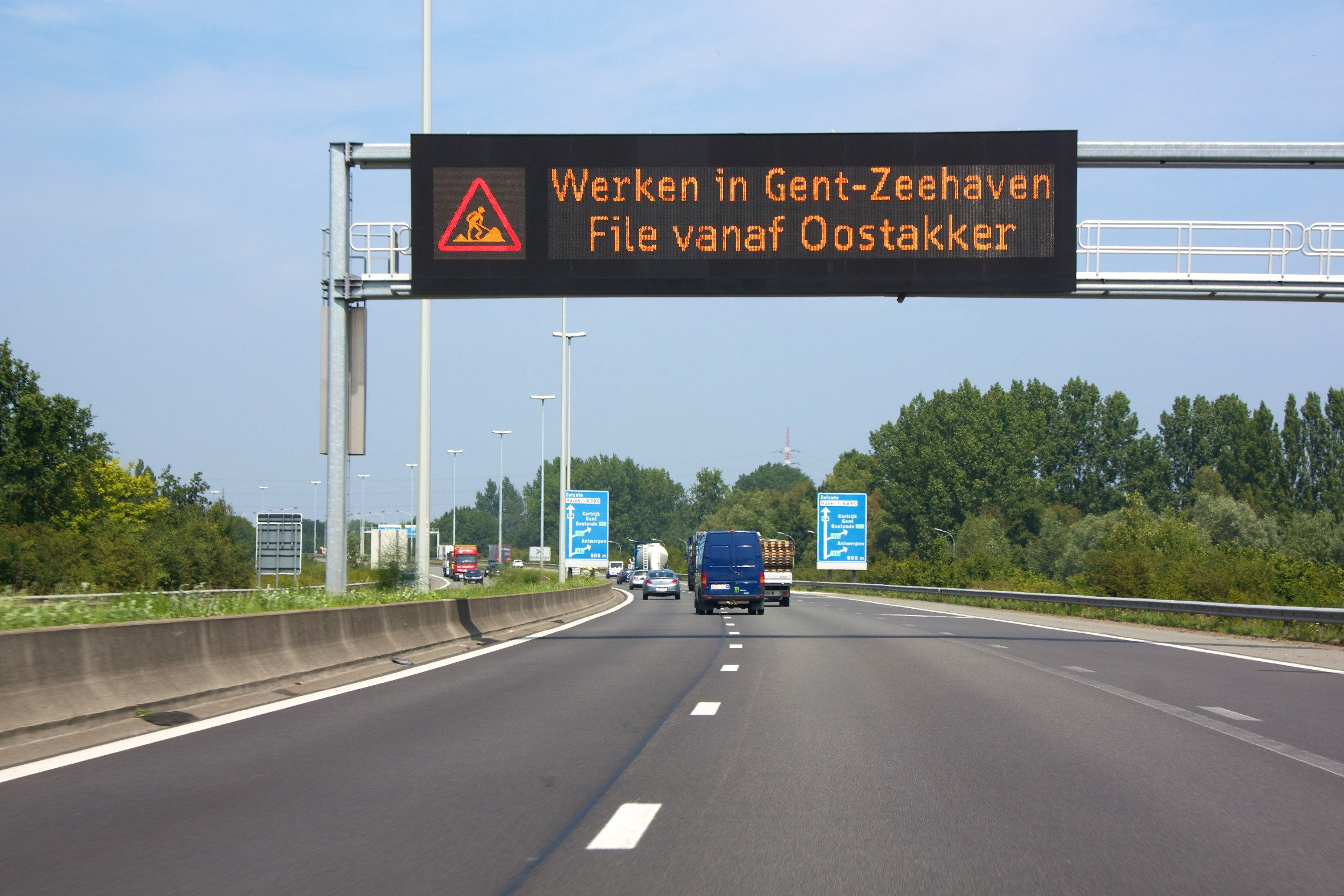
Dynamisch tekstbord boven de weg.

Bij het verzamelen en verspreiden van verkeersinformatie moet onderscheid gemaakt worden tussen files/vertragingen en verkeersincidenten. Files en vertragingen zijn geautomatiseerde processen die verzamelt en verspreidt worden met informatie uit bijvoorbeeld meetlussen in de weg en floating car data. Het verspreiden van berichten over incidenten is een handmatig proces dat via verkeerscentrales verloopt. Alle verkeersinformatie wordt verspreidt naar diverse serviceproviders zoals BeMobile. Vanuit de serviceproviders wordt de verkeersinformatie doorgestuurd naar de radio, internet en navigatiesystemen. Voor navigatiesystemen zijn er een aantal kanalen beschikbaar zoals Radio 2 van de VRT in Vlaanderen en La Première en Vivacité van de RTBF in Wallonië. In heel België zendt BeMobile via DAB+ uit.
Verkeersinformatie kan ook via dynamisch tekstborden, internationaal ook wel variable-message sign (VMS), genoemd die langs en boven de weg staan verspreid worden.

### Duitsland

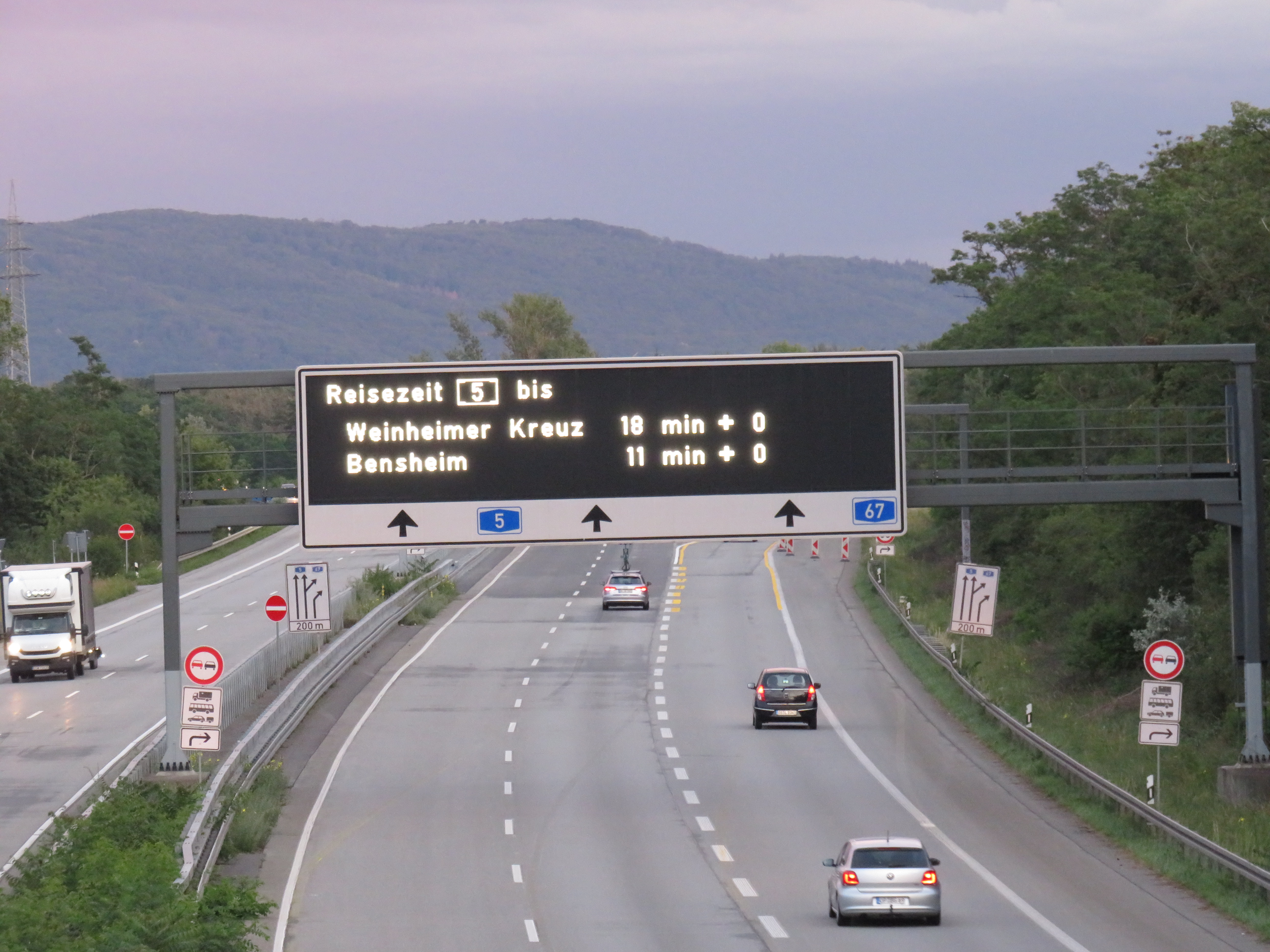
Informatie over reistijden op de A67.

Bij het verzamelen en verspreiden van verkeersinformatie moet onderscheid gemaakt worden tussen files/vertragingen en verkeersincidenten. Files en vertragingen zijn geautomatiseerde processen die verzameld en verspreid worden met informatie uit bijvoorbeeld meetlussen in de weg en floating car data. Het verspreiden van berichten over incidenten is een handmatig proces dat via verkeerscentrales verloopt. Alle verkeersinformatie wordt verspreid via radiozenders, dynamische wegwijzers en navigatiesystemen (traffic message channel). Er is in Duitsland voor de snelwegen één verkeerscentrale per een à twee deelstaten.

### Nederland
Bij het verzamelen en verspreiden van verkeersinformatie moet onderscheid gemaakt worden tussen files/vertragingen en verkeersincidenten. Files en vertragingen zijn geautomatiseerde processen die verzameld en verspreid worden met informatie uit bijvoorbeeld meetlussen in de weg, floating car data, of het bluetooth-meetsysteem. Deze informatie wordt zonder tussenkomst van menselijk handelen verspreidt naar service-providers. Het versturen van informatie over incidenten zoals: dieren op de weg, water op de weg en voorwerpen op de weg is een menselijk handeling. Deze informatie wordt vanuit een verkeerscentrale verstuurd naar service-providers. Deze incidenten worden veiligheidsberichten genoemd. Meldingen van spookrijden worden in Nederland behandeld door Verkeerscentrum Nederland. Veiligheidsberichten omtrent pechgevallen, ongevallen en onbeheerde voertuigen worden niet via een verkeerscentrale verspreidt. Dit proces verloopt via de meldkamer van Stichting Incident Management Nederland. Wanneer de wegbeheerder, ANWB of politie een bergingsverzoek aanvraagt via deze stichting wordt automatisch een veiligheidsbericht naar de service-providers gestuurd.

Verkeersinformatie via TMC op een toestel van Garmin (2010)

Alle bovengenoemde verkeersinformatie wordt eerst naar het Nationaal Dataportaal Wegverkeer verstuurd die het direct doorstuurt naar serviceproviders. In Nederland zijn diverse serviceproviders zoals de ANWB, BeMobile (bekend onder de naam Flitsmeister), Waze en tot 2018 ook de VerkeersInformatieDienst. De informatie wordt door serviceproviders op verschillende manieren verspreidt zoals de radio, teletekst, internet en navigatiesystemen (Traffic Message Channel). De voormalige verkeersinformatiedienst had ook een telefoonnummer waarop verkeersinformatie opgevraagd kon worden. Informatie over vertragingen die op DRIP's getoond worden, zijn afkomstig van floating car data en meetlinten in de weg.
Voor navigatiesystemen die via TMC werken zijn een aantal kanalen beschikbaar: BNR-ANWB, Veronica, SkyRadio, VidExtra en BeMobile. De eerste drie zijn gratis en te ontvangen door elk navigatiesysteem. Hun informatie richt zich voornamelijk tot A-wegen. VidExtra zijn diensten die alleen beschikbaar zijn voor gebruikers van een Garmin. De dienst van BeMobile zendt uit via DAB+ en levert informatie over alle A- en N-wegen en belangrijke stadswegen en is alleen beschikbaar voor toestellen van Garmin. Over welke wegen verkeersinformatie ontvangen kan worden is vastgelegd in de VerkeersInformatie Locatie Database punten.
In het tijdperk dat sociale media een belangrijke rol begon te spelen. Zijn diverse service-providers en wegbeheerders begonnen met het verspreiden van verkeersinformatie via sociale media zoals Twitter.